# ونايي (قيلاب)
ونایي (بالفارسية: ونایی) هي قرية تقع في قسم قيلاب الريفي، بمقاطعة أنديمشك التابعة لمحافظة خوزستان، إيران. يقدر عدد سكانها بـ 142 نسمة حسب الإحصاء السكاني الذي تمّ في عام 2006.